# Kiyose
Kiyose (jap. 清瀬市, -shi) ist eine Stadt in der japanischen Präfektur Tokio westlich von Tokio.

## Geographie
Kiyose liegt nordwestlich von Tokio und südlich von Niiza.

## Geschichte
Die Stadt wurde am 1. Oktober 1970 gegründet.

## Verkehr
- Zug:
  - Seibu Ikebukuro-Linie: nach Tokorozawa und Ikebukuro

## Weblinks

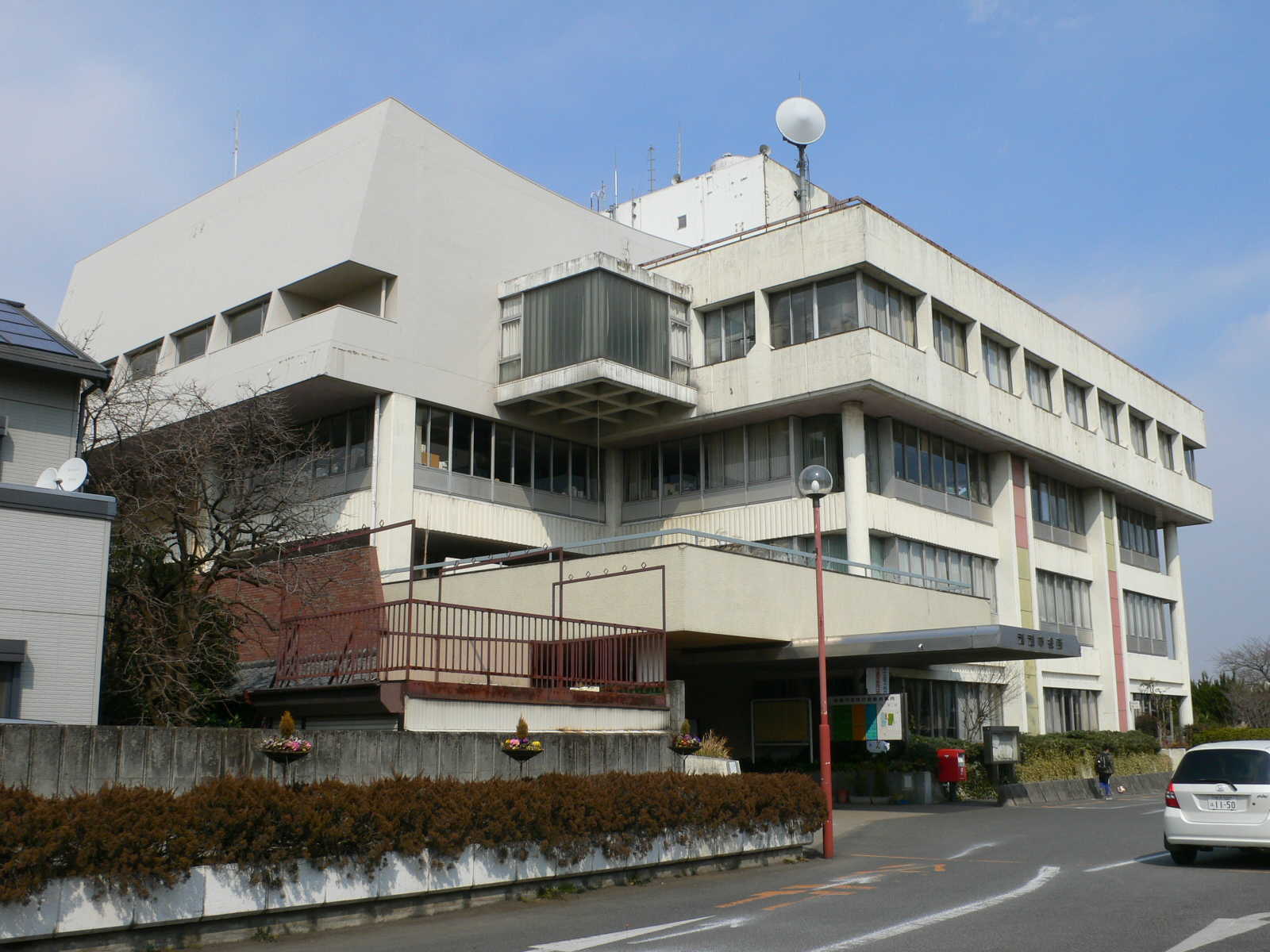
Rathaus von Kiyose

## Söhne und Töchter der Stadt
- Hirokazu Koreeda (* 1962), Filmregisseur
- Maki Horikita (* 1988), Schauspielerin
- Kazuma Umenai (* 1991), Fußballspieler
- Ryō Toyama (* 1994), Fußballspieler
- Anna Doi (* 1995), Sprinterin

## Angrenzende Städte und Gemeinden
- Präfektur Tokio
  - Higashikurume
  - Higashimurayama
- Präfektur Saitama
  - Niiza
  - Tokorozawa